# Luz de Jacales
Luz de Jacales är en ort i Mexiko.   Den ligger i kommunen San Miguel de Allende och delstaten Guanajuato, i den centrala delen av landet, 230 km nordväst om huvudstaden Mexico City. Luz de Jacales ligger 2 029 meter över havet och antalet invånare är 121.
Terrängen runt Luz de Jacales är kuperad västerut, men österut är den platt. Runt Luz de Jacales är det ganska tätbefolkat, med 96 invånare per kvadratkilometer. Närmaste större samhälle är San Miguel de Allende, 6,4 km väster om Luz de Jacales. Trakten runt Luz de Jacales består i huvudsak av gräsmarker.